# Epeolus lanhami
Epeolus lanhami là một loài Hymenoptera trong họ Apidae. Loài này được Mitchell mô tả khoa học năm 1962.